# Schlott gruppe
Die schlott gruppe AG mit Unternehmenssitz in Freudenstadt beschäftigte rund 2.400 Mitarbeiter und war einer der größten europäischen Druckdienstleister. Betrachtet man die Kapazitätsanteile der Unternehmen am europäischen Tiefdruckmarkt (basierend auf der rechnerischen Normalkapazität in Prozent) so rangierte die schlott gruppe AG vor der Insolvenz auf Rang 2 hinter Prinovis. Im Jahr 2011 meldete die Gruppe Insolvenz an.

## Geschichte
Die Unternehmensgeschichte geht auf das Jahr 1947 zurück, als Friedrich Schlott in Freudenstadt die Druckerei Schlott gründete. 1992 erfolgte ein Management-Buy-out und die bisherige Schlott Tiefdruck KG wurde in eine GmbH umgewandelt. 1997 wurde die Gesellschaft in eine Aktiengesellschaft umgewandelt und es erfolgte der Börsengang als erste Tiefdruckerei Deutschlands. Im Jahr 2000 wurde das Unternehmen in die Sebaldus Gruppe einschließlich meiller direct und 2002 in die Broschek Gruppe integriert. Im Jahr 2003 wurde die schlott sebaldus AG zur schlott gruppe AG umfirmiert. Zum 1. Mai 2006 wurde die Reus s.r.o. Pilsen sowie deren Vertriebsgesellschaften AIB Industrie-Buchbinderei GmbH und Oldenbourg Taschenbuch GmbH (Kirchheim) von der Oldenbourg Gruppe (Kirchheim) übernommen. Um sich besser auf das Kerngeschäft konzentrieren zu können, wurde heckel und meiller direct 2006, bzw. 2007, veräußert. Ende November 2008 wurde auch die Bogenoffset-Tochter sachsendruck GmbH Plauen (rückwirkend zum 1. Oktober 2008) wieder verkauft, die Anfang der 1990er Jahre übernommen worden war.

## Insolvenz
Am 18. Januar 2011 beantragte das Unternehmen die Eröffnung des Insolvenzverfahrens. Das Insolvenzverfahren wurde am 1. April 2011 eröffnet. Als Insolvenzverwalter wurde der Rechtsanwalt Siegfried Beck aus Nürnberg bestellt.
Auf Antrag des Insolvenzverwalters wurde im Sommer die Zulassung der auf den Inhaber lautenden Stammaktien, ISIN DE0005046304, zum regulierten Markt (General Standard) widerrufen. Der Widerruf wird mit einer Frist von 6 Monaten nach Veröffentlichung wirksam. Die Veröffentlichung erfolgte am 8. Juni 2011 auf der Internetseite der Deutsche Börse AG, sodass der Widerruf mit Ablauf des 8. Dezember 2011 wirksam wird.
Bereits zwei Jahre vor der Insolvenz befand sich die Gruppe in einem intensiven Restrukturierungsprozess. Dabei wurde die Kostenstruktur des Unternehmens massiv verändert sowie die Druckkapazitäten an die Marktbedingungen angepasst reduziert. Laut Firmenangaben haben diese Maßnahmen aber nicht ausgereicht, um den unerwarteten Verfall der Marktpreise für Druckprodukte und die steigenden Rohstoffpreise auszugleichen.
Der Insolvenzverwalter hat am Standort Nürnberg inzwischen drei Unternehmensbereiche verkauft: Der Geschäftsbereich der Schlott-Werbeagentur media2print GmbH wurde an die Stark Unternehmensgruppe in Bremen verkauft. Insgesamt 33 der ursprünglich 47 Mitarbeiter wurden übernommen.
Die U. E. Sebald Druck GmbH in Nürnberg, wo u. a. die Fußballzeitung Kicker gedruckt wurde, ist Anfang Juni 2011 von der Burda Druck GmbH (Offenburg) übernommen worden. 220 Arbeiter sollten ihren Job behalten, hieß es; 53 mussten schon bei Eröffnung des Insolvenzverfahrens gehen. Die „Broschek Rollenoffset GmbH“ in Lübeck wird von der Druckereigruppe Schießl aus Augsburg als „VS Broschek Druck GmbH“ fortgeführt. Die Broschek Tiefdruck und die Broschek Service GmbH in Hamburg wurden stillgelegt.
Der damalige Vorstandsvorsitzende der Schlott Gruppe, Bernd Rose, übernahm zum 1. Juni 2011 die Landauer Aktivitäten, d. h. die WWK Druck, früher „Klambt Druck“, durch seine frisch gegründete "Rose Druck GmbH" (1843 hatte Roses Ur-Ur-Großvater Wilhelm Wenzel Klambt den Klambt Verlag gegründet, aus dem unter anderem die Klambt Druck hervorging). Die Unternehmerfamilie Appl beteiligte sich an der Rose Druck GmbH. 113 der 133 Beschäftigten sollten ihren Arbeitsplatz behalten.
Die Druckerei am Firmensitz Freudenstadt wurde stillgelegt. Im Dezember 2011 begann der Totalausverkauf des Inventars. 300 Arbeiter hatten ihren Job verloren.

## Das Unternehmen
Der letzte Vorstand vor der Insolvenz setzte sich zusammen aus: Bernd Rose (Vorsitzender), Heiko Arnold und Joachim Kühn.
Von den 7.031.426 Aktien befinden sich rund 44 % im Streubesitz.
| Kennzahl                          | 05/06        | 06/07        | 07/08        | 08/09         |
| --------------------------------- | ------------ | ------------ | ------------ | ------------- |
| Umsatz                            | 425,6 Mio. € | 482,2 Mio. € | 468,8 Mio. € | 365,4 Mio. €  |
| Wertschöpfungsumsatz              | 244,6 Mio. € | 251,7 Mio. € | 239,3 Mio. € | 194,3 Mio. €  |
| EBT                               | 26,7 Mio. €  | 11,0 Mio. €  | −17,5 Mio. € | −26,8 Mio. €* |
| Verarbeitete Gesamttonnage Papier | 549.000 t    | 576.600 t    | 604.000 t    | 525.000 t     |
| Gesamtzahl Mitarbeiter            |              | 2.994        | 2.793        | 2.400         |
| Ergebnis je Aktie                 | 2,87 €       | 3,04 €       | −2,71 €*     | −3,81 €*      |

(* nach Aufwand für Kostensenkungsprogramm)

### Umwelt
Bereits im Juni 1996 wurde das Unternehmen nach dem „Gemeinschaftssystem für das Umweltmanagement und die Umweltbetriebsprüfung“ entsprechend der EG-Verordnung 1836/93 validiert – als eine der ersten Tiefdruckereien in Europa.
Die Umweltpolitik der schlott gruppe berücksichtigte die Anforderungen aus der EMAS-III-Öko-Audit-Verordnung.

### Struktur
Das Unternehmen hatte das strategische Geschäftsfeld print. Dieses deckt mit seinen Leistungen alle Prozesse digitaler und gedruckter Kommunikation ab.
Das Geschäftsfeld print umfasste eine Reihe von Standorten, an denen im Tiefdruckverfahren sowie Offsetdruck (Rollenoffset) gefertigt wird, sowie Druckweiterverarbeitungsstandorte europaweit.
Zu den Druckstandorten gehörten die selbstständigen Druckereien:
- biegelaar BV, Maarssen
- broschek rollenoffset GmbH, Lübeck
- broschek tiefdruck GmbH, Hamburg
- schlott GmbH, Freudenstadt
- u.e. sebald druck GmbH, Nürnberg
- wwk druck GmbH, Landau in der Pfalz